# Goulds honingzuiger
De Goulds honingzuiger (Aethopyga gouldiae) is een zangvogel uit de familie Nectariniidae (honingzuigers).

## Verspreiding en leefgebied
Deze soort telt 4 ondersoorten:
- A. g. gouldiae: de oostelijke Himalaya.
- A. g. isolata: noordoostelijk India, oostelijk Bangladesh en westelijk Myanmar.
- A. g. dabryii: centraal en zuidelijk China, noordelijk en oostelijk Myanmar en noordelijk Indochina.
- A. g. annamensis: zuidelijk Laos en zuidelijk Vietnam.